# Copella arnoldi
El tetra d'Arnold (Copella arnoldi) és una espècie de peix de la família dels lebiasínids i de l'ordre dels caraciformes.

## Morfologia
- Els mascles poden assolir 3,4 cm de longitud total.[1][2]

## Alimentació
Menja cucs, insectes i crustacis.

## Hàbitat
És un peix d'aigua dolça i de clima tropical (25 °C-29 °C).

## Distribució geogràfica
Es troba a Sud-amèrica: des de les Guaianes fins a la desembocadura del riu Orinoco, incloent-hi el curs baix del riu Amazones.